# دوغ أولد
دوغ أولد (بالإنجليزية: Doug Auld)‏ هو صحفي أمريكي، ولد في 25 يونيو 1962.